# Albayzín
El Albayzin (tudi Albaicín ali El Albaicín) je okrožje v današnji Granadi, v avtonomni skupnosti Andaluzija, Španija, ki ohranja ozke uličice svoje srednjeveške mavrske preteklosti. Razglašeno je bilo leta 1984 za spomenik svetovne dediščine, skupaj z bolj slavno Alhambro.
Sedanji Albayzín se razteza od obzidja Alcazabe do griča San Miguel in na drugi strani od vrat Puerta de Guadix do Alcazabe. Številni turisti prihajajo v Albayzin predvsem zaradi spektakularnega pogleda na Alhambro iz razgledne točke pri cerkvi San Nicolas.
V okrožju so našli ostanke arabskega kopališkega kompleksa, tukaj je Arheološki muzej Granade in cerkev San Salvador, zgrajena na ostankih mavrske mošeje. Albayzin ima tudi nekaj originalnih mavrskih hiš in široko paleto restavracij in več ulic, katerih okrepčevalnice se zgledujejo po Severni Afriki.
Najstarejši del medina sega v 11. stoletje, ko so Ziridsi leta 1013 ustanovili Granado kot nov glavno mesto. Kasnejše konstrukcije so dodali Almohadi in Nasridi.

## Galerija
- The Alhambra seen from across the Albayzín
- Houses in the Albayzín
- Typical house façade in Cuesta de Alhacaba
- Calderería street
- Church of San Nicolas and Albayzín from Alhambra palace